# Призрачная армия
«Призрачная армия» (англ. Ghost Army), официальное название — 23-й штаб специальных войск (англ. 23rd Headquarters Special Troops) — тактическое подразделение Вооружённых сил США, существовавшее в период Второй мировой войны и предназначенное для дезинформации сил противника. Перед подразделением численностью 1100 человек была поставлена задача обмануть гитлеровские войска и ввести их в заблуждение относительно численности и расположения войск союзников, дав при этом подразделениям в других местах время для маневра. 
Созданная 20 января 1944 года, «Призрачная армия» прибыла в Европу в мае незадолго до высадки в Нормандии и вернулась в США в конце войны в июле 1945 года. За время своего существования «Призрачная армия» провела более 20 кампаний по дезинформации врага с использованием надувных танков, звуковых колонок и фальшивых радиопередач.

## Создание
«Призрачная армия» была создана по инициативе представителей ВС США Ральфа Ингерсолла и Билли Харриса и возглавлялась полковником Гарри Л. Ридером. Источником вдохновения для создания этого подразделения послужили британские подразделения, которые отточили технику обмана во время операции «Бертрам» во время битвы при Эль-Аламейне в конце 1942 года. Подразделение располагало казармами в Кэмп-Форресте, штат Теннесси, и было полностью сформировано в Кэмп-Пайне, штат Нью-Йорк (ныне Форт-Драм), прежде чем отправиться в Великобританию в начале мая 1944 года. В Великобритании они базировались недалеко от Стратфорда-на-Эйвоне, приняв участие в операции «Фортитьюд», разработанной британцами и проведенной под их руководством.
Несколько военнослужащих отправились в Нормандию через две недели после высадки войск союзников, где ночью они создали фальшивую гавань Малберри с целью отвлечь немецкую артиллерию от реальной цели. После этого подразделение помогало сковать немецких солдат в районе французского города Брест, имитируя окружение более крупными силами, чем на самом деле.  По мере продвижения союзных армий на восток двигалась и «Призрачная армия», в конечном итоге она была размещена в Люксембурге, откуда занималась имитацией переправы через реку Рур, занимала позиции вдоль линии Мажино, в лесу Хюртген и, наконец, осуществляла крупную переправу через Рейн, чтобы отвлечь немецкие войска от реальных мест дислокации.

## Набор солдат
Солдаты в подразделение набирались из числа людей творческих профессий. Многие из них были учениками художественных школ и сотрудниками рекламных агентств. В мирное время солдаты «Призрачной армии» были художниками, архитекторами, актерами, сценографами, инженерами и юристами.
Хотя в составе подразделения было всего 1100 солдат, они умело использовали различное оборудование для обмана противника, включая муляжи танков, артиллерии и самолетов, а также гигантские динамики, транслирующие звуки стрельбы и работы артиллерии, дабы заставить немцев думать, что их окружают силы численностью более 30 000 человек, состоящие из двух дивизий. Тщательно продуманные уловки подразделения помогли отвлечь немецкие войска от расположения более крупных боевых подразделений союзников.
Подразделение состояло из 406-го инженерно-саперного полка (занимавшегося обеспечением безопасности), 603-го инженерно-маскировочного полка, 3133-й роты специального назначения службы связи и роты специального назначения связи.

## Безопасность
Безопасность в подразделении обеспечивал 406-й саперный полк. Офицерами были капитан Джордж Реб (командир полка) и лейтенант Уильям Джордж Алиапулос (командир 3-го взвода).

## Тактика

### Визуальный обман
За визуальный обман противника в «Призрачной армии» отвечал 603-й инженерный маскировочный полк, оснащенный надувными танками, пушками, джипами, грузовиками и самолетами, которые солдаты надували с помощью воздушных компрессоров, а затем маскировали так, чтобы вражеская воздушная разведка могла их увидеть. Они были способны за несколько часов создать фальшивые аэродромы, бивуаки для войск (в комплекте с фальшивым бельем, развешанным на бельевых веревках), автопарки, артиллерийские батареи и танковые соединения.
Многие из бойцов этого подразделения были художниками, набранными из числа учеников художественных школ Нью-Йорка и Филадельфии. Их подразделение стало инкубатором для молодых художников, которые делали наброски и рисовали в Европе. Некоторые из этих солдат-художников позже оказали значительное влияние на искусство послевоенных лет в США, в том числе Билл Бласс, Эллсворт Келли, художник — натуралист Артур Сингер и Арт Кейн.

### Звуковое дезинформирование
Подразделение 3132 Signal Service Company Special занималось в «Призрачной армии» звуковой дезинформацией гитлеровцев. Подразделение было сформировано под руководством полковника Хилтона Рейли. С помощью инженеров компании «Bell Labs» команда из 3132-го подразделения отправилась в Форт-Нокс для записи звуков работы бронетанковых и пехотных подразделений на серию пластинок, которые они затем доставили в Европу. Для каждого плана по дезинформации можно было «смикшировать» звуки, чтобы они соответствовали сценарию, в который, по их мнению, должен был поверить противник. Эта программа была записана на ультрасовременные магнитофоны (предшественники магнитофонов на магнитной ленте), а затем воспроизведена с помощью мощных усилителей и динамиков. Звуки были слышны на расстоянии в 15 миль (24 км).

### Фальшивые радиопередачи
За создание фальшивого радио также отвечало подразделение 3132 Signal Service Company Special. Специально обученные операторы создали фальшивую сеть трафика, выдавая себя за радистов из реальных подразделений союзников. У разных операторов азбуки Морзе был свой индивидуальный стиль передачи, операторы связной роты имитировали стиль ушедшего с позиции оператора, чтобы противник не обнаружил, что настоящее подразделение и его радист давно ушли.

### «Атмосфера»
Желая дополнить существующие методы дезинформации врага, «Призрачная армия» в своей деятельности часто прибегала к использованию театральных эффектов. Действия под общим названием «атмосфера» включали в себя имитацию работы реальных подразделений, дислоцированных в других местах, путем нанесения опознавательных знаков их дивизий, нанесение соответствующих опознавательных знаков подразделений на транспортные средства и развертывание отдельных рот так, как если бы они были подразделениями штаба полка. Несколько крытых грузовиков, в которых на видных задних сиденьях в реальности сидели всего два солдата, многократно двигались по кругу, чтобы выглядеть как длинные колонны.«Военные полицейские» (MPS) размещались на перекрестках с соответствующими дивизионными знаками различия, а некоторые сотрудники были переодеты в форму дивизионных генералов и штабных офицеров, посещающих города, где их могли увидеть вражеские агенты или разведчики. Иногда подразделению присваивалось несколько настоящих танков и артиллерийских орудий, чтобы «манекены» на расстоянии выглядели более реалистично.

## Наследие

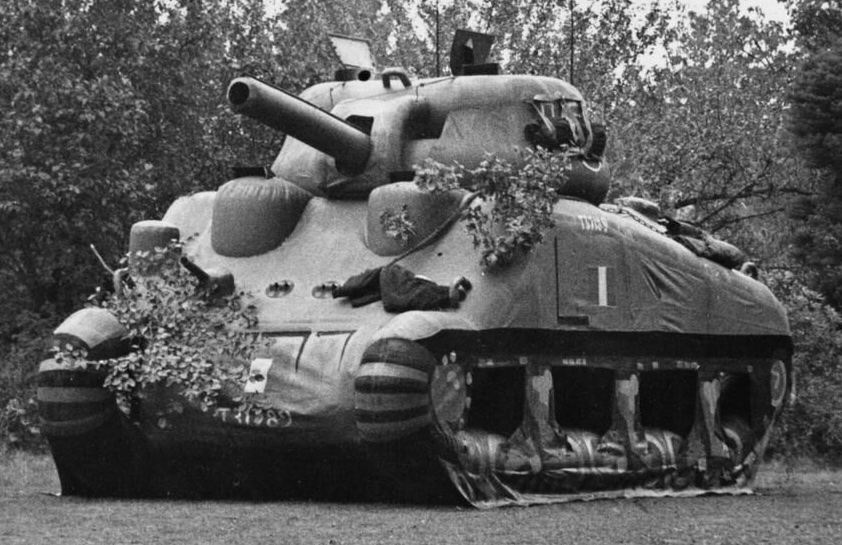
Надувной танк, созданный солдатами «Призрачной армии» по образцу танка M4 Sherman

Проект «Наследие Призрачной армии» под руководством Рика Бейера (режиссера и продюсера документального фильма телеканала PBS «Призрачная армия», вышедшего в 2013 году) в течение шести с половиной лет активно боролся за признание заслуг солдат «Призрачной армии».  

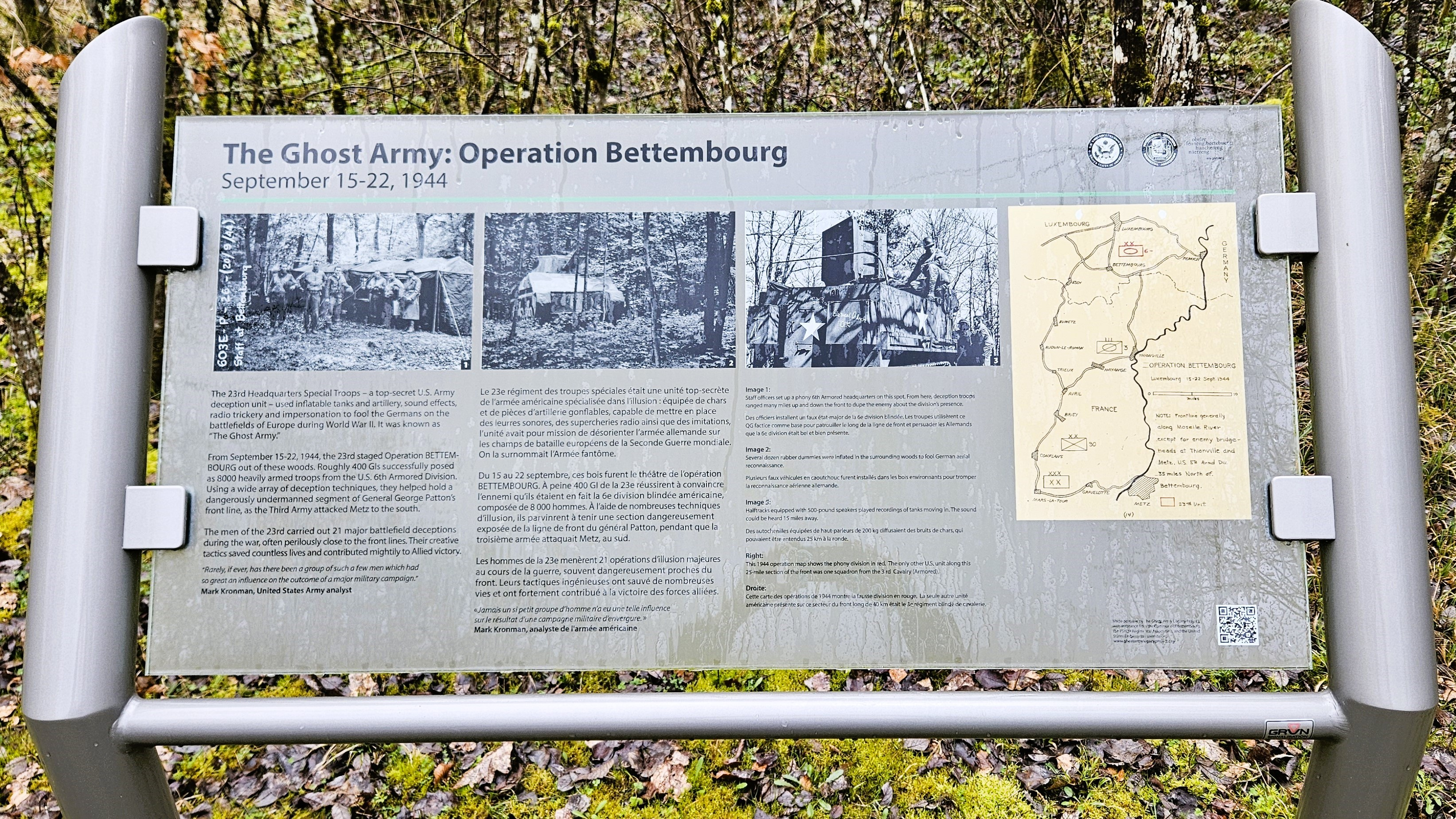
Мемориальная доска в память о бойцах «Призрачной армии» в Люксембурге

Сенаторы Эд Марки и Сьюзан Коллинз выступили соавторами законопроекта S. 1404, посвященного «Призрачной армии». 18 мая 2021 года Палата представителей подавляющим большинством проголосовала за принятие данного законопроекта.  
После единогласного голосования за принятие Сенатским комитетом по банковским, жилищным и городским делам вечером 15 декабря 2021 года Сенат США в полном составе принял закон «О золотой медали Конгресса за Призрачную армию» S. 1404. 19 января 2022 года Палата представителей также приняла закон S. 1404.

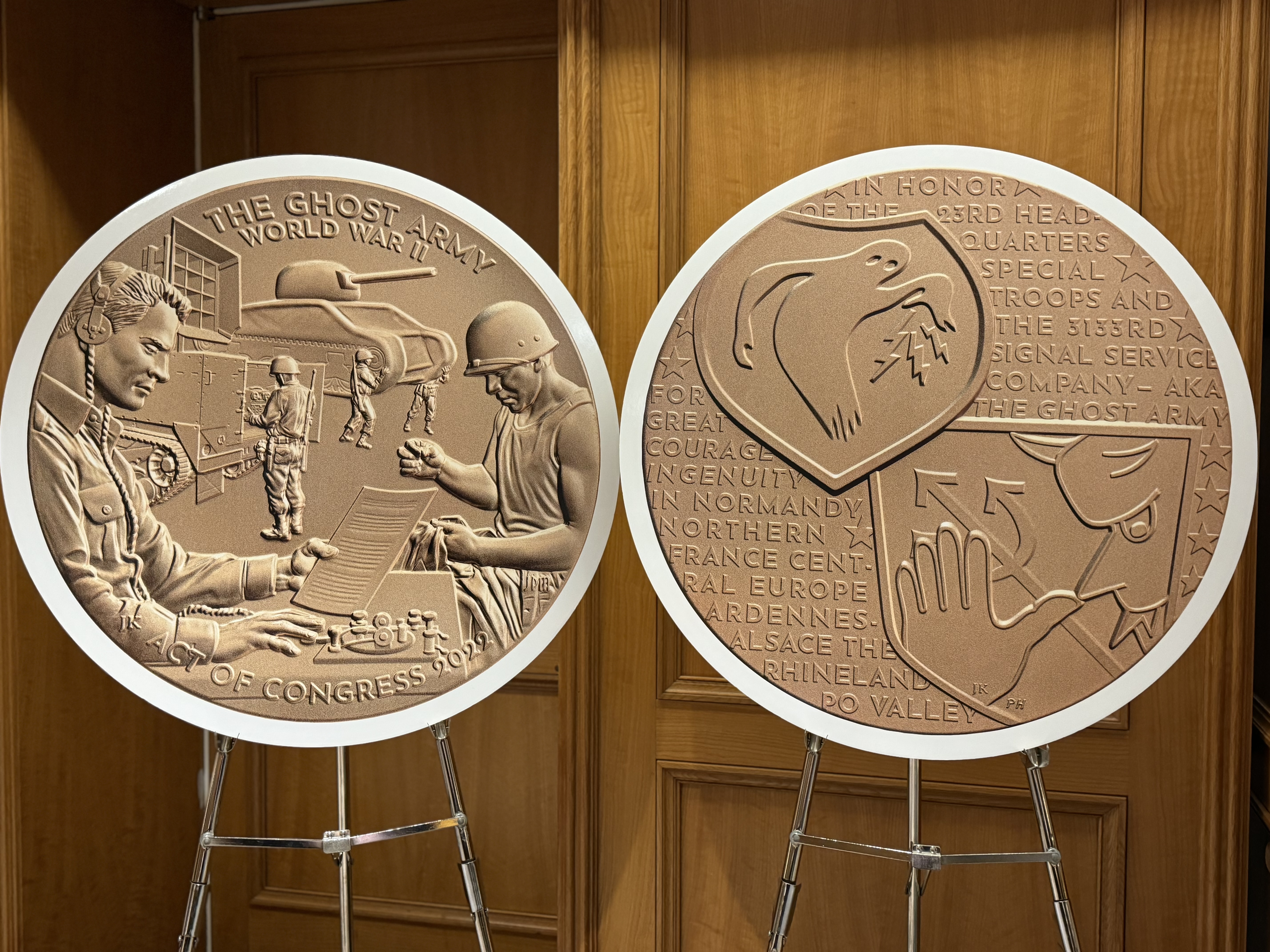
Золотая медаль Конгресса для солдат «Призрачной армии» (лицевая и оборотная стороны)

Во вторник, 1 февраля 2022 года, президент Джозеф Байден подписал закон S. 1404 «О золотой медали Конгресса за Призрачную армию», предусматривающий награждение «золотой медалью Конгресса «Призрачной армии» в знак признания уникальных и выдающихся заслуг солдат данного формирования в проведении операций по дезинформации сил противника в Европе во время Второй мировой войны. 
Американский легион, Национальный музей Второй мировой войны, Американский центр ветеранов, Национальный мемориальный фонд «День Д» и другие ветеранские организации поддержали это решение. 
21 марта 2024 года, спустя два года после того, как президент Байден подписал закон, в Зале эмансипации в Капитолии Соединенных Штатов состоялась церемония вручения золотой медали Конгресса. На церемонии присутствовали трое из семи выживших солдат «Призрачной армии»: 100-летний Бернард Блюстейн из Хоффман Эстейтс, 99-летний Джон Кристман из Лисбурга, штат Нью-Джерси, и 100-летний Сеймур Нассенбаум из городка Монро, штат Нью-Джерси. 
Награждение также посетили спикер Палаты представителей США Майк Джонсон, лидер республиканского меньшинства в Сенате Митч Макконнелл, лидер демократов в Палате представителей Хаким С. Джеффрис, председатель Объединенного комитета начальников штабов генерал Чарльз К. Браун-младший, достопочтенная Таня Брэдшер, заместитель министра по делам ветеранов, генерал Рэнди А. Джордж, начальник штаба сухопутных войск, а также главный хирург сухопутных войск генерал-лейтенант Мэри К. Изагир.

## Увековечивание
Хотя ни одно действующее армейское подразделение официально не ведет свою родословную от «Призрачной армии», ее наследие вдохновляет современных военнослужащих. Сегодня подразделения, занимающиеся психологическими и информационными операциями, используют эмблему «Призрачной армии» в качестве своего неофициального символа, поскольку эти подразделения специализируются на психологических операциях влияния (PO) и действиях по дезинформации, которые были впервые разработаны солдатами «Призрачной армии».
3 ноября 2022 года «Призрачная армия» стала почетным членом полка психологических операций армии США.